# مارگوت تروگر
مارگوت تروگر (آلمانی: Margot Trooger; ۲ ژوئن ۱۹۲۳ – ۲۴ آوریل ۱۹۹۴) یک هنرپیشه اهل آلمان بود.
از فیلم‌ها یا برنامه‌های تلویزیونی که وی در آنها نقش داشته‌است می‌توان به گشت فضایی - ماجراهای شگفت‌انگیز فضاپیمای اوریون و پی‌پی جوراب‌بلنده اشاره کرد.